# Rolls-Royce Derwent
Rolls-Royce RB.37 Derwent er en britisk turbojet motor med radial- eller centrifugalkompressor fra 194-ne, og den anden Rolls-Royce jetmotor der gik i produktion. Grundlæggende var den en forbedret version af Rolls-Royce Welland, som igen var en omdøbt version af Frank Whittles Power Jets W.2B. Rolls arvede Derwent designet fra Rover da de overtog deres jetmotor udvikling i 1943. I sammenligning med Welland var effekten noget forbedret, og pålideligheden var blevet dramatisk forbedret, hvilket gjorde Derwent den foretrukne motor til Gloster Meteor og mange andre britiske jetdesigns efter krigen.

## Design og udvikling

### Rover
Da Rover i 1941 blev valgt til at producere Whittles designs, blev deres primære jetmotorfabrik indrettet i Barnoldswick, og primært bemandet med personale fra Power Jets. Maurice Wilks var klar over potentialet for et mere effektivt design med en mere lige strømningsvej. Dette layout havde allerede været overvejet af Whittle i hans tegninger af W2Y og W3X og blev allerede forsøgt af de Havilland Company med deres Halford H.1 motor. Han åbnede et designkontor i Waterloo Mill, Clitheroe med Adrian Lombard som leder, for at udvikle en motor med denne konfiguration. Designet blev udviklet i hemmelighed med Ministry of Aircraft Productions godkendelse, men Whittle mente at alle anstrengelserne skulle have været rettet mod at få flyvetestet reverse-flow motoren.
Mens arbejdet i Barnoldswick fortsatte med hvad der nu er kendt som W.2B/23, Lombards nye design blev til W.2B/26. Lombard blev senere den ledende ingeniør ved Rolls-Royces Aero Engine Division.

### Rolls-Royce
I 1941 var det åbenlyst for alle at arrangementet ikke virkede; Whittle blev konstant frustreret overhvad han så som Rovers manglende evne til at levere dele i produktionskvalitet for en testmotor, og blev stadigt mere højrøstet med sin klage. På sin side var Rover ved at tabe interesse for projektet efter hvad de så som forsinkelser og konstante provokationer fra Power Jets i den kritiske testfase, hvor afprøvningen af ny designs og tests af materialer til sammenbrud var af vital betydning. I 1940 havde Stanley Hooker fra Rolls-Royce mødt Whittle, og introducerede ham senere til Ernest Hives. Rolls-Royce havde en fuldt udviklet afdeling for kompressorer, ledet af Hooker, og denne afdeling var et naturligt match til at arbejde med jetmotorer. Hives gik med til at levere kritiske komponenter for at hjælpe projektet på vej. Til sidst, efter fælles aftale mellem Minister of Aircraft Production og bestyrelserne ved Rover og Rolls-Royce, blev Rover jetfabrikken i Barnoldswick skiftet ud med Rolls-Royce Meteor tank motor fabrikken i Nottingham. Herefter blev Rolls-Royce jetmotorer navngivet "RB", for eksempel blev /26 Derwent til RB.26.
Problemerne blev hurtigt udglattet, og det originale /23 design var klar til at flyve sidst i 1943. Dette gav teamet lidt plads til at trække vejret, så de redesignede indsugningen på model /26 for at forbedre luftgennemstrømningen, og dermed få en forøgelse af trykkraften. Efter at have tilføje forbedrede brændstof- og smøresystemer, gik den nyligt navngivne Derwent Mk.I i produktion, og kunne levere 2.000 lbf (8,9 kN) trykkraft. Snart fulgte Mk.II, III og IV, og kunne til slut levere 2.400 lbf (10,7 kN) trykkraft. Derwent blev den primære motor for alle de tidlige Meteor jagere, med undtagelse af nogle få der var udstyret med Welland motorer; disse udgik hurtigt af tjeneste. Mk.II blev i øvrigt modificeret med en neddrejet impeller (turbinen forblev uændret) og forsynet med en reduktionsgearkasse der drev en fembladet propel. Denne version blev kaldt Rolls-Royce RB.50 Trent og var den første turboprop motor der fløj.

### Mk.V
Det grundlæggende Derwent design blev genbrugt til at producere en større motor med 5.000 lbf (22,2 kN) trykkraft, kendt som Rolls-Royce Nene. Udviklingen af Nene fortsatte i en nedskaleret version, specielt beregnet til Meteor kampflyet; denne version blev til Derwent Mk.V.
Adskillige Derwents og Nenes blev (til Stalins store overraskelse) solgt til Sovjetunionen af den daværende Labour regering, hvilket startede et stort politisk slagsmål, eftersom Nene var verdens kraftigste turbojet i produktion på daværende tidspunkt. Sovjetunionen levede prompte op til de værste forventninger, og spildte ingen tid med at reverse engineere Derwent V og producere deres egen ulicenserede piratudgave, Klimov RD-500. Nene blev også reverse-engineered og sat i masseproduktion under navnet Klimov RD-45; denne motor ville i årevis give Vesten problemer, eftersom den og dens efterkommere sad i jagerene MiG-15 og MiG-17.
Den 7.November 1945 satte en Meteor, med en Derwent V motor, verdensrekord i flyvehastighed med 606 mph (975 km/t).
En usædvanlig anvendelse for Derwent V var at fremdrive den tidligere hjuldamper Lucy Ashton fra 1888. Det gamle skib fik fjernet dampmaskineriet og erstattet det med fire Derwents i 1950–1951. Formålet med dette var at udforske friktion og modstand af et skibsskrog ført igennem vandet under realistiske betingelser. Jetmotorer blev foretrukket frem for normale maritime fremdriftsmidler, eftersom disse ville have skabt forstyrrelser i vandstrømningen, og dette ville have forstyrret måleresultaterne. De fire jetmotorer kunne fremdrive Lucy Ashton med en fart over 15 knob (28 km/t; 17 mph).
En Derwent MK.8 fra en Gloster Meteor blev benyttet i den jetdrevne bil Thrust1, der blev bygget af Richard Noble i 1977. Dette var en indledende udviklingsmodel der banede vej for Thrust2, som Noble kørte, og benyttede til at sætte hastighedsrekord for biler i 1982.
Derwent Mk.V skulle også have været benyttet i den Canadiske Avro Jetliner, men den blev ikke sat i produktion.

## Varianter
Derwent I
Den første produktionsmodel, 2.000 lbf (8,9 kN) trykkraft.
Derwent II
Trykkraften forøget til 2.200 lbf (9,8 kN)
Derwent III
Eksperimentel variant, der kunne levere vacuum til strømningsstyring (boundary layer control) over en vinge.
Derwent IV
Trykkraften forøget til 2.400 lbf (10,7 kN)
Derwent 5
Nedskaleret udgave af Rolls-Royce Nene; kunne levere 3.500 lbf (15,6 kN) trykkraft.
Derwent 8
Den højest udviklede version med 3.600 lbf (16,0 kN) trykkraft.

## Anvendelse
- Avro 707
- Avro Canada C102 Jetliner
- Fairey Delta 1
- Fokker S.14 Machtrainer
- Gloster Meteor
- Nord 1601
- FMA I.Ae. 27 Pulqui I - Argentinsk design fløjet i 1947 og bevaret på National Air Museum.

## Specificationer (Derwent I & V)
|                             | Derwent I                                  | Derwent V                                  |
| --------------------------- | ------------------------------------------ | ------------------------------------------ |
| Type:                       | turbojet med centrifugal kompressor        | turbojet med centrifugal kompressor        |
| Længde:                     | 84 in (2.133,6 mm)                         | 88,5 in (2.247,9 mm)                       |
| Diameter:                   | 43 in (1.092,2 mm)                         | 43 in (1.092,2 mm)                         |
| Vægt:                       | 975 lb (442,3 kg)                          | 1.250 lb (567,0 kg)                        |
| Kompressor:                 | 1-trins dobbeltsidet centrifugalkompressor | 1-trins dobbeltsidet centrifugalkompressor |
| Forbrænding:                | 10 x 'dåse' forbrændingskamre              | 10 x 'dåse' forbrændingskamre              |
| Turbine:                    | Ettrins aksial                             | Ettrins aksial                             |
| Brændstof:                  | Kerosen (petroleum) (R.D.E.F./F/KER)       | Kerosen (petroleum) (R.D.E.F./F/KER)       |
| Smøring:                    | Trykfødet med tørsump og evakueringspumpe  | Trykfødet med tørsump og evakueringspumpe  |
| Trykkraft:                  | 2.000 lbf (8,90 kN) @ 16.000 rpm           | 4.000 lbf (17,79 kN) @ 15.000 rpm          |
| Kompression:                | 3.9:1                                      | 3.9:1                                      |
| Turbinetemperatur:          | 1.560 °F (849 °C)                          | 1.560 °F (849 °C)                          |
| Specifikt brændstofforbrug: | 1,17 lb/(lbf time) (119,25 kg/(kN time))   | 1,02 lb/(lbf time) (103,97 kg/(kN time))   |

### Citater
1. ↑  "Vikings At Waterloo"' David S. Brooks,Rolls -Royce Heritage Trust, Derby 1997, ISBN 1 872922 08 2, p.57
2. ↑  https://www.flightglobal.com/pdfarchive/view/1946/1946%20-%200236.html
3. ↑  "Vikings At Waterloo' David S Brooks, Rolls-Royce Heritage Trust, Derby, 1997, ISBN 1 872922 08 2, p.71
4. ↑  "Rolls-Royce Aero Engines" Bill Gunston, Patrick Stephens Limited, 1989, ISBN 1-85260-037-3, p.119
5. ↑  "The Jet-Propelled Paddle Steamer Lucy Ashton". 30. juni 2003. Arkiveret fra originalen 18. oktober 2013. Hentet 3. januar 2013.
6. ↑  Wilkinson, Paul H. (1946). Aircraft Engines of the world 1946. London: Sir Isaac Pitman & Sons. s. 294-297.